# Lijst van rijksmonumenten in Mesch
De plaats Mesch telt 11 inschrijvingen in het rijksmonumentenregister. Hieronder een overzicht.
| Object | Oorspronkelijke functie?  | Bouwjaar                                   | Architect | Locatie                                    | Coördinaten?                  | Nr.?  | Afbeelding                                                                                               |
| --- | ------------------------- | ------------------------------------------ | --------- | ------------------------------------------ | ----------------------------- | ----- | --- |
| Moordkruis | Gedenkteken               | 18e eeuw                                   |           | aan de kruising Uit de Plateel - Voerenweg | 50° 46' 50" NB, 5° 44' 10" OL | 15508 | Meer afbeeldingen                                                                                        |
| Sint-Pancratiuskerk | Kerk en kerkonderdeel     | 11e eeuw, vernieuwd 1888                   | J. Kayser | Kerkplein 5                                | 50° 45' 48" NB, 5° 43' 54" OL | 15509 | Meer afbeeldingen                                                                                        |
| Groot bakstenen huis met wolfdak. Segmentboogingang en -vensters in Naamse steen | Woonhuis                  | 17e/18e eeuw                               |           | Kerkplein 1                                | 50° 45' 48" NB, 5° 43' 56" OL | 15510 | Groot bakstenen huis met wolfdak. Segmentboogingang en -vensters in Naamse steen                         |
| Hoeve van baksteen met binnenplaats. Woonhuis met tweelichtkozijnen van Naamse steen. Poort met zadeldak | Boerderij                 | 1751 (jaartal)                             |           | Kerkplein 14                               | 50° 45' 49" NB, 5° 43' 53" OL | 15511 | Hoeve van baksteen met binnenplaats. Woonhuis met tweelichtkozijnen van Naamse steen. Poort met zadeldak |
| Huis van vakwerk en baksteen | Woonhuis                  | 18e eeuw                                   |           | Klokkestraat 8                             | 50° 45' 53" NB, 5° 44' 5" OL  | 15512 | Huis van vakwerk en baksteen                                                                             |
| Café met hoefsmederij | Horeca                    | 18e eeuw                                   |           | Klokkestraat 10                            | 50° 45' 53" NB, 5° 44' 6" OL  | 15513 | Café met hoefsmederij                                                                                    |
| Hoeve van baksteen met binnenplaats | Boerderij                 | 1805 (poortsluitsteen) 20e eeuw (woonhuis) |           | Langstraat 1                               | 50° 45' 55" NB, 5° 43' 55" OL | 15514 | Meer afbeeldingen                                                                                        |
| De Laathof | Boerderij                 | derde kwart 18e eeuw                       |           | Langstraat 3                               | 50° 45' 54" NB, 5° 43' 53" OL | 15515 | Meer afbeeldingen                                                                                        |
| De Voerhof | Boerderij                 | 18e eeuw (hoeve) 1740 (poortsluitsteen)    |           | Langstraat 2                               | 50° 45' 50" NB, 5° 43' 48" OL | 15516 | Meer afbeeldingen                                                                                        |
| Hoeve van baksteen met binnenplaats | Boerderij                 | 1765 (sluitsteen)                          |           | Op den Dries 3                             | 50° 45' 54" NB, 5° 44' 8" OL  | 15517 | Meer afbeeldingen                                                                                        |
| Meschermolen: Molencomplex bestaande uit een U-vormig woon- en bedrijfsgedeelte met daarin opgenomen de bovenslagmolen, voorraadschuur staande in het verlengde van de zuidelijke vleugel, een door pilasters geflankeerde nis met zonnewijzer, sluis, afslagtak, molentak en spaarvijver | Industrie- en poldermolen | begin 17e eeuw (eerste vermelding)         |           | Meschermolen 1                             | 50° 45' 55" NB, 5° 43' 34" OL | 15518 | Meer afbeeldingen                                                                                        |